# Crónicas (película)
Crónicas es una película ecuatoriana, dirigida por Sebastián Cordero.

## Producción
El director del película comenta: 

A fines de 1999 leí un artículo en un periódico sensacionalista acerca del arresto en Colombia de uno de los asesinos y violadores de niños más brutales que el mundo ha conocido (Luis Alfredo Garavito Cubillos). El artículo mencionaba muy brevemente a la esposa del violador; y después de unos días yo no podía dejar de pensar en ella. ¿Sabía acaso de la doble vida que llevaba su marido? ¿Qué lado de su esposo conocía ella? ¿Tenía él un lado bueno?. No podría pensar en una acción más baja que torturar y matar a un niño, por lo que se convirtió en un reto crear un personaje capaz de asesinar en un momento, y a la vez tener una familia con la que comparte las mejores intenciones.
Yo quería que los momentos más líricos de la película vengan de este "monstruo" sin sugerir de ninguna manera que sus acciones son justificables.

## Sinopsis
Crónicas cuenta la historia de Manolo Bonilla (John Leguizamo), presentador estrella de un programa de noticias sensacionalistas de Miami, quien viaja junto con su equipo a una pequeña ciudad ecuatoriana para cubrir la historia de un asesino en serie de niños, el Monstruo de Babahoyo. La muerte accidental de un niño provoca el intento de linchamiento de Vinicio Cepeda (Damián Alcázar), un humilde vendedor ambulante. Sin embargo, la intervención de Manolo salva la vida del hombre. Vinicio es encarcelado por homicidio involuntario y ofrece a Manolo información sobre el Monstruo a cambio de que Manolo emita un reportaje sobre su injusto encarcelamiento. Manolo acepta, atraído por el lado oscuro que intuye en Vinicio, y pronto empieza a saltarse las reglas, decidido a ser el héroe que, sin ayuda de nadie, detenga al asesino.

## Reparto
El reparto estelar: el colombo-norteamericano John Leguizamo (Moulin Rouge, Romeo y Julieta), los mexicanos Damián Alcázar (El crimen del Padre Amaro) y José María Yazpik (La habitación azul, Nicotina); la española Leonor Watling (Hable con ella) y el actor de origen español Alfred Molina (Frida, Chocolat). Junto a ellos un heterogéneo e interesante electo nacional: la actriz manabita Gloria Leyton, el realizador Camilo Luzuriaga y el cantautor Hugo Hidrovo.

## Rodaje y escenarios
El rodaje de la película se lo realizó durante los meses de julio y agosto del 2003 en las provincias de Guayas y Los Ríos. Con un equipo de sesenta técnicos, alrededor de treinta actores principales y secundarios y más de dos mil extras. La posproducción del filme se realizó en México, Brasil, Francia, Estados Unidos, en un lapso de nueve meses.

## Banda sonora
La Banda Sonora de la película contó con la participación de importantes músicos ecuatorianos y extranjeros como Hugo Hidrovo, la Grupa, Hipatia Balseca, Jinsop y la banda mexicana Café Tacuba realizando una versión del tema mítico de Julio Jaramillo.

## Premios y nominaciones
Premios Ariel 2007 (XLIX edición) a la Mejor Dirección.